# Eleições estaduais em São Paulo em 2010
As eleições estaduais em São Paulo em 2010 ocorreram em 3 de outubro como parte das eleições gerais no Distrito Federal e em 26 estados. Foram eleitos o governador, o vice-governador, dois senadores, setenta deputados federais e 94 estaduais. O pleito ao governo estadual terminou em primeiro turno e, conforme a Constituição, a posse do governador e do vice-governador se daria em 1º de janeiro de 2011 para quatro anos de mandato.
O ex-governador Geraldo Alckmin, filiado ao PSDB, elegeu-se governador após receber mais da metade dos votos válidos, derrotando o senador petista Aloizio Mercadante. O empresário Afif Domingos (DEM) foi eleito vice-governador. Aloysio Nunes (PSDB) foi eleito para o Senado Federal com um recorde de votos, enquanto a segunda vaga foi preenchida por Marta Suplicy (PT), a primeira mulher eleita pelo voto popular para representar São Paulo na Câmara Alta do Parlamento. 
Para a Câmara dos Deputados, o PT elegeu quinze deputados, o PSDB elegeu treze, o PSB elegeu sete, o PV elegeu cinco, PP e PR elegeram quatro cada, e os outros partidos ficaram com as demais vagas. Na Assembleia Legislativa, o PT também elegeu o maior número de deputados (24), seguindo por PSDB (22), PV (nove), DEM (oito), PMDB (cinco), PTB (quatro), PDT (quatro), PSC (quatro), PPS (quatro), PSB (três), PRB (dois) e PCdoB (dois).

## Eleição para o governo estadual

### Governador eleito

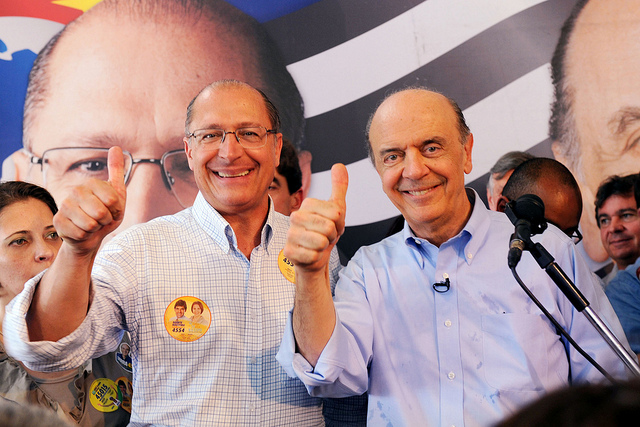
Geraldo Alckmin, nesta foto ao lado do presidenciável José Serra, foi eleito governador de São Paulo em 2010.

Sob o comando de Iris Rezende, o PMDB goiano esteve à frente do Executivo por quatro mandatos consecutivos, marca idêntica à do PFL baiano nos tempos de Antônio Carlos Magalhães. Entretanto a vitória de Geraldo Alckmin para o governo paulista em 2010 assegurou ao PSDB o comando do estado mais rico do país pela quinta vez consecutiva. Político com origem no MDB, foi eleito vereador em Pindamonhangaba em 1972 e prefeito em 1976. Nascido na cidade em questão, formou-se médico na Universidade de Taubaté, chefiou o Departamento de Anestesiologia da Santa Casa de Misericórdia em Pindamonhangaba e em Lorena foi professor tanto no Centro Universitário Salesiano de São Paulo quanto no Instituto Santa Teresa. Após o fim do bipartidarismo ingressou no PMDB elegendo-se deputado estadual em 1982 e deputado federal em 1986. Membro do grupo responsável pela fundação do PSDB, assinou a Constituição de 1988, foi reeleito em 1990 e votou  a favor do impeachment de Fernando Collor em 1992. Eleito e reeleito vice-governador na chapa de Mário Covas em 1994 e 1998, perdeu a eleição à prefeitura de São Paulo no ano 2000, mas assumiu o executivo estadual em 2001 após a morte do titular. Reeleito governador em 2002, renunciou ao cargo em 2006 quando foi derrotado por Luiz Inácio Lula da Silva no segundo turno da eleição presidencial. Novamente malsucedido ao disputar a prefeitura paulistana em 2008, foi nomeado secretário de Desenvolvimento pelo governador José Serra no início do ano seguinte e em 2010 venceu a eleição e voltou a governar São Paulo.

### Vice-governador eleito

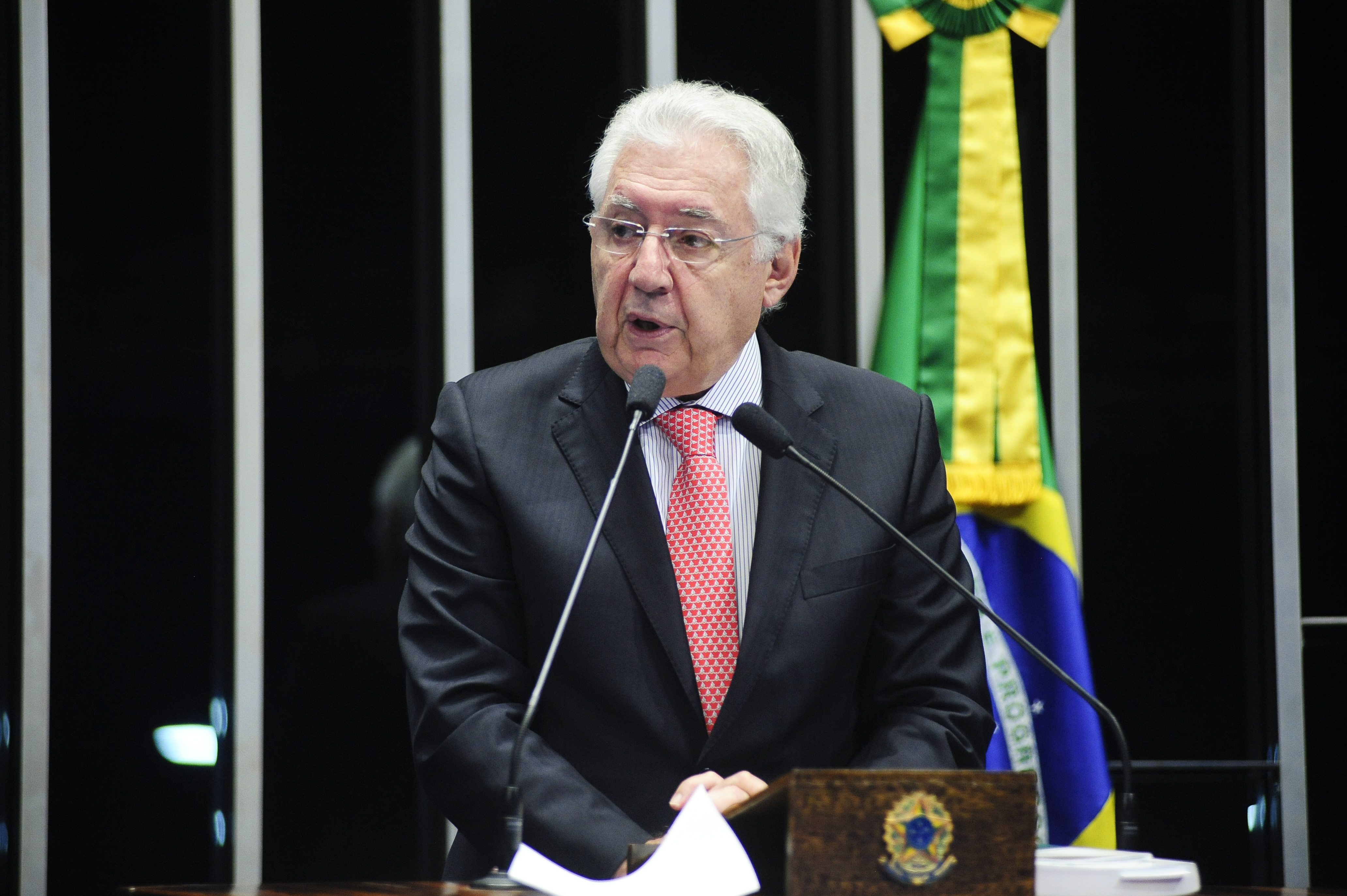
Guilherme Afif elegeu-se vice-governador nesta eleição.

Natural de São Paulo, o empresário e administrador de empresas Afif Domingos formou-se pela Faculdade de Economia do Colégio São Luís e sua família detinha o controle da Indiana Seguros. No governo Paulo Maluf presidiu o Banco de Desenvolvimento de São Paulo e foi secretário de Agricultura. Duas vezes presidente da Associação Comercial de São Paulo e da Federação das Associações Comerciais do Estado de São Paulo por cinco anos a partir de 1982, mesmo ano em que foi candidato a vice-governador pelo PDS na chapa de Reinaldo de Barros, num pleito vencido pelos candidatos do PMDB. Filiado ao PL, elegeu-se deputado federal em 1986. Candidato a presidente da República em 1989 e a senador em 1990, não teve sucesso em nenhuma empreitada. Após algum tempo dedicado à iniciativa privada ingressou no PFL e foi secretário municipal de Planejamento na administração Celso Pitta. Em seu novo partido perdeu a eleição para senador em 2006, mas foi eleito vice-governador em 2010 quando já pertencia ao DEM. A partir de 2013, também acumulou a função de ministro-chefe da secretaria de Micro e Pequena Empresa do Brasil no governo de Dilma Rousseff.

### Resultados
Segundo o Tribunal Superior Eleitoral houve 22.753.542 votos nominais.
| Candidatos a governador do estado | Candidatos a vice-governador  | Número | Coligação                                                               | Votação                  | Percentual               |
| --------------------------------- | ----------------------------- | ------ | ----------------------------------------------------------------------- | ------------------------ | ------------------------ |
| Geraldo Alckmin PSDB              | Guilherme Afif DEM            | 45     | Unidos por São Paulo (PSDB, DEM, PMDB, PPS, PSC, PHS, PMN)              | 11.519.314               | 50,63%                   |
| Aloizio Mercadante PT             | Coca Ferraz PDT               | 13     | União para Mudar (PT, PDT, PR, PCdoB, PRB, PSDC, PRP, PRTB, PTN, PTdoB) | 8.016.866                | 35,23%                   |
| Celso Russomanno PP               | Marcus Vinícius de Freitas PP | 11     | Em Defesa do Cidadão (PP, PTC)                                          | 1.233.897                | 5,42%                    |
| Paulo Skaf PSB                    | Marianne Pinotti PSB          | 40     | Preste Atenção São Paulo (PSB, PSL)                                     | 1.038.430                | 4,57%                    |
| Fábio Feldmann PV                 | Rogério Menezes PV            | 43     | —                                                                       | 940.379                  | 4,13%                    |
| Anaí Caproni PCO                  | José André Dorta PCO          | 29     | —                                                                       | 4.656                    | 0,02%                    |
| Igor Grabois PCB                  | Wagner Farias PCB             | 21     | —                                                                       | Candidaturas indeferidas | Candidaturas indeferidas |
| Luiz Carlos Prates PSTU           | Eliana Lúcia Ferreira PSTU    | 16     | —                                                                       | Candidaturas indeferidas | Candidaturas indeferidas |
| Paulo Bufalo PSOL                 | Aldo Santos PSOL              | 50     | —                                                                       | Candidaturas indeferidas | Candidaturas indeferidas |

## Eleição para o Senado Federal

### Senadores eleitos
|                                                                |  |                                                                         |
| Aloysio Nunes, eleito senador em 2010 com um recorde de votos. |  | Marta Suplicy, eleita em 2010 a primeira mulher senadora por São Paulo. |

Advogado natural de São José do Rio Preto e formado na Universidade de São Paulo, Aloysio Nunes fez política desde os tempos do movimento estudantil. Filiado ao PCB, pregou a luta armada contra a Ditadura Militar de 1964. Exilado em Paris, formou-se em Economia Política na Universidade de Paris e obteve o mestrado Ciência Política na primeira metade dos anos 1970. Por conta da Lei da Anistia voltou ao Brasil em 1979 e reingressou no MDB. Procurador da Secretaria de Justiça do estado de São Paulo e professor da USP, foi eleito deputado estadual pelo PMDB em 1982 e 1986, além de vice-governador na chapa de Luiz Antônio Fleury Filho em 1990. Secretário de Transportes no novo governo, deixou a pasta em 1992 quando concorreu, sem sucesso, à prefeitura de São Paulo. Eleito deputado federal em 1994, migrou para o PSDB e foi reeleito em 1998. No início do Século XXI foi secretário-geral da Presidência e ministro da Justiça no governo Fernando Henrique Cardoso. Após renovar o mandato parlamentar em 2002, foi secretário municipal de Governo da prefeitura de São Paulo nas administrações José Serra e Gilberto Kassab e chefe da Casa Civil quando Serra foi governador. Em 2010, elegeu-se senador por São Paulo com a maior votação nominal obtida até então por um candidato ao Senado em todo o país.
Nascida em São Paulo, a psicóloga Marta Suplicy graduou-se em 1975 pela Pontifícia Universidade Católica de São Paulo com pós-graduação em Stanford e Mestrado na Universidade de Michigan. Afeita à sua profissão tornou-se conhecida como terapeuta sexual ao participar do TV Mulher, programa exibido pela Rede Globo no curso dos anos 1980. Casada com Eduardo Suplicy por 37 anos a partir de 1964, ingressou no PT em 1981, porém sua estreia política aconteceu ao eleger-se deputada federal em 1994. Derrotada em primeiro turno ao disputar o governo paulista em 1998, elegeu-se prefeita de São Paulo no ano 2000. Derrotada ao buscar a reeleição em 2004, foi ministra do Turismo no governo Lula. Em 2008 perdeu nova eleição à prefeitura paulistana. Sua eleição em 2010 tornou-a a primeira mulher eleita pelo voto popular senadora por São Paulo. Licenciou-se do mandato para assumir o ministério da Cultura no governo Dilma Rousseff e posteriormente ingressou no PMDB.

### Resultados
De acordo com o Tribunal Superior Eleitoral houve 36.778.771 votos nominais.
| Candidatos a senador da República | Candidatos a suplente de senador                   | Número | Coligação                                                               | Votação                  | Percentual               |
| --------------------------------- | -------------------------------------------------- | ------ | ----------------------------------------------------------------------- | ------------------------ | ------------------------ |
| Aloysio Nunes PSDB                | Airton Sandoval PMDB Marta Costa DEM               | 451    | Unidos por São Paulo (PSDB, DEM, PMDB, PPS, PSC, PHS, PMN)              | 11.189.168               | 30,42%                   |
| Marta Suplicy PT                  | Antonio Carlos Rodrigues PR Paulo Frateschi PT     | 133    | União para Mudar (PT, PDT, PR, PCdoB, PRB, PSDC, PRP, PRTB, PTN, PTdoB) | 8.314.027                | 22,61%                   |
| Netinho de Paula PCdoB            | Ricardo Zarattini PT Matilde Ribeiro PT            | 650    | União para Mudar (PT, PDT, PR, PCdoB, PRB, PSDC, PRP, PRTB, PTN, PTdoB) | 7.773.327                | 21,13%                   |
| Ricardo Young PV                  | Marco Mroz PV Mara Prado PV                        | 430    | —                                                                       | 4.117.634                | 11,20%                   |
| Romeu Tuma PTB                    | Antonio Carbonari PTB Murilo Campos PTB            | 141    | —                                                                       | 3.970.169                | 10,79%                   |
| Moacyr Franco PSL                 | Marco Aurélio de Souza PSL Reinaldo Milan PSL      | 177    | Preste Atenção São Paulo (PSB, PSL)                                     | 411.661                  | 1,12%                    |
| Ciro Moura PTC                    | Eduardo Souza Costa PTC Luiz Antonio Pizzolato PTC | 360    | Em Defesa do Cidadão (PP, PTC)                                          | 275.664                  | 0,75%                    |
| Marcelo Henrique PSOL             | Celso Lavorato PSOL Devanir Morari PSOL            | 500    | —                                                                       | 249.600                  | 0,68%                    |
| Sérgio Redó PP                    | Luis Carlos Reis PP Luiz Carlos Grecco PP          | 111    | Em Defesa do Cidadão (PP, PTC)                                          | 203.443                  | 0,55%                    |
| Alexandre Serpa PSB               | Edilberto de Paula PSB Wagner Bellucci PSB         | 400    | Preste Atenção São Paulo (PSB, PSL)                                     | 150.079                  | 0,41%                    |
| Ana Luiza de Figueiredo PSTU      | Joel Paradela PSTU Paula Pascarelli PSTU           | 160    | —                                                                       | 109.415                  | 0,30%                    |
| Afonso Teixeira Filho PCO         | Osmar Brito PCO Nilson Ferreira PCO                | 290    | —                                                                       | 14.584                   | 0,04%                    |
| Antônio Carlos Mazzeo PCB         | Clóvis Berti PCB Manoel Messias PCB                | 211    | —                                                                       | Candidaturas indeferidas | Candidaturas indeferidas |
| Dirceu Travesso PSTU              | Joel Paradela PSTU Paula Pascarelli PSTU           | 161    | —                                                                       | Candidaturas indeferidas | Candidaturas indeferidas |
| Ernesto Freire PCB                | Renato Nucci PCB Luiz Manoel da Silva PCB          | 212    | —                                                                       | Candidaturas indeferidas | Candidaturas indeferidas |
| Orestes Quércia PMDB              | Antônio Goulart PMDB Airton Sandoval PMDB          | 151    | Unidos por São Paulo (PSDB, DEM, PMDB, PPS, PSC, PHS, PMN)              | Renunciou a Candidatura  | Renunciou a Candidatura  |

*Orestes Quércia Tinha sido oficializado candidato ao senado pela coligação Unidos por São Paulo mais em setembro de 2010 Renunciou a sua candidatura, Visto que estava com problemas de saúde.

## Deputados federais eleitos

Composição da representação de São Paulo na Câmara dos Deputados eleita em 2010:
PT: 15 assentos
PSDB: 13 assentos
PSB: 7 assentos
DEM: 6 assentos
PV: 5 assentos
PP: 4 assentos
PR: 4 assentos
PPS: 3 assentos
PCdoB: 2 assentos
PSC: 2 assentos
PRB: 2 assentos
Outros: 7 assentos

São relacionados os candidatos eleitos com informações complementares da Câmara dos Deputados.
| Deputados federais eleitos | Partido | Votação   | Percentual | Cidade onde nasceu       | Unidade federativa  |
| Tiririca                   | PR      | 1.353.820 | 6,35%      | Itapipoca                | Ceará               |
| Gabriel Chalita            | PSB     | 560.022   | 2,63%      | Cachoeira Paulista       | São Paulo           |
| Paulo Maluf                | PP      | 497.203   | 2,33%      | São Paulo                | São Paulo           |
| Bruna Furlan               | PSDB    | 270.661   | 1,27%      | Barueri                  | São Paulo           |
| Paulinho da Força          | PDT     | 267.208   | 1,25%      | Porecatu                 | Paraná              |
| João Paulo Cunha           | PT      | 255.497   | 1,20%      | Caraguatatuba            | São Paulo           |
| Jilmar Tatto               | PT      | 250.467   | 1,17%      | Corbélia                 | Paraná              |
| Rodrigo Garcia             | DEM     | 226.073   | 1,06%      | Tanabi                   | São Paulo           |
| Emanuel Fernandes          | PSDB    | 218.789   | 1,03%      | Valentim Gentil          | São Paulo           |
| Carlos Zarattini           | PT      | 218.403   | 1,02%      | São Paulo                | São Paulo           |
| Luíza Erundina             | PSB     | 214.114   | 1,00%      | Uiraúna                  | Paraíba             |
| Keiko Ota                  | PSB     | 213.024   | 1,00%      | Olímpia                  | São Paulo           |
| Marco Feliciano            | PSC     | 211.855   | 0,99%      | Orlândia                 | São Paulo           |
| Arlindo Chinaglia          | PT      | 207.465   | 0,97%      | Serra Azul               | São Paulo           |
| Arnaldo Faria de Sá        | PTB     | 192.336   | 0,90%      | São Paulo                | São Paulo           |
| Ivan Valente               | PSOL    | 189.014   | 0,89%      | São Paulo                | São Paulo           |
| Edson Aparecido            | PSDB    | 184.403   | 0,87%      | São Paulo                | São Paulo           |
| Valdemar Costa Neto        | PR      | 174.826   | 0,82%      | São Paulo                | São Paulo           |
| Márcio França              | PSB     | 172.005   | 0,81%      | São Vicente              | São Paulo           |
| José Aníbal                | PSDB    | 170.957   | 0,80%      | Guajará-Mirim            | Rondônia            |
| Vaz de Lima                | PSDB    | 170.777   | 0,80%      | Fernandópolis            | São Paulo           |
| Jorge Tadeu Mudalen        | DEM     | 164.650   | 0,77%      | Guarulhos                | São Paulo           |
| Antônio Bulhões            | PRB     | 162.667   | 0,76%      | Rio de Janeiro           | Rio de Janeiro      |
| Jonas Donizette            | PSB     | 162.144   | 0,76%      | Monte Belo               | São Paulo           |
| Paulo Freire Costa         | PR      | 161.083   | 0,76%      | São Paulo                | São Paulo           |
| Missionário José Olímpio   | PP      | 160.813   | 0,75%      | São Paulo                | São Paulo           |
| Vicente Cândido            | PT      | 160.242   | 0,75%      | Bom Jesus do Galho       | Minas Gerais        |
| Mara Gabrilli              | PSDB    | 160.138   | 0,75%      | São Paulo                | São Paulo           |
| José de Filippi Júnior     | PT      | 149.525   | 0,70%      | Espírito Santo do Pinhal | São Paulo           |
| Carlos Sampaio             | PSDB    | 145.585   | 0,68%      | Campinas                 | São Paulo           |
| Janete Pietá               | PT      | 144.529   | 0,68%      | Rio de Janeiro           | Rio de Janeiro      |
| Vicentinho                 | PT      | 141.068   | 0,66%      | Santa Cruz               | Rio Grande do Norte |
| Arnaldo Jardim             | PPS     | 140.641   | 0,66%      | Altinópolis              | São Paulo           |
| Ricardo Berzoini           | PT      | 140.525   | 0,66%      | Juiz de Fora             | Minas Gerais        |
| Mendes Thame               | PSDB    | 139.727   | 0,66%      | Piracicaba               | São Paulo           |
| José Mentor                | PT      | 139.691   | 0,66%      | Santa Isabel             | São Paulo           |
| Dimas Ramalho              | PPS     | 139.636   | 0,66%      | Taquaritinga             | São Paulo           |
| Ricardo Tripoli            | PSDB    | 134.884   | 0,63%      | São Paulo                | São Paulo           |
| Paulo Teixeira             | PT      | 134.479   | 0,63%      | Águas da Prata           | São Paulo           |
| Carlinhos Almeida          | PT      | 134.190   | 0,63%      | Santa Rita de Jacutinga  | Minas Gerais        |
| Aldo Rebelo                | PCdoB   | 132.109   | 0,62%      | Viçosa                   | Alagoas             |
| Cândido Vaccarezza         | PT      | 131.685   | 0,62%      | Senhor do Bonfim         | Bahia               |
| Milton Monti               | PR      | 131.654   | 0,62%      | São Manuel               | São Paulo           |
| Luiz Fernando Machado      | PSDB    | 129.620   | 0,61%      | Patos de Minas           | Minas Gerais        |
| Devanir Ribeiro            | PT      | 127.952   | 0,60%      | Getulina                 | São Paulo           |
| Duarte Nogueira            | PSDB    | 124.737   | 0,59%      | Ribeirão Preto           | São Paulo           |
| Eli Corrêa Filho           | DEM     | 124.608   | 0,58%      | São Paulo                | São Paulo           |
| Roberto Freire             | PPS     | 121.471   | 0,57%      | Recife                   | Pernambuco          |
| Nelson Marquezelli         | PTB     | 117.634   | 0,55%      | Pirassununga             | São Paulo           |
| Jefferson Campos           | PSB     | 116.317   | 0,55%      | Ourinhos                 | São Paulo           |
| William Dib                | PSDB    | 113.823   | 0,53%      | Garça                    | São Paulo           |
| Júlio Semeghini            | PSDB    | 113.333   | 0,53%      | Fernandópolis            | São Paulo           |
| Junji Abe                  | DEM     | 113.156   | 0,53%      | Mogi das Cruzes          | São Paulo           |
| Alexandre Leite            | DEM     | 112.950   | 0,53%      | São Paulo                | São Paulo           |
| Guilherme Campos           | DEM     | 112.852   | 0,53%      | Campinas                 | São Paulo           |
| Newton Lima Neto           | PT      | 110.207   | 0,52%      | São Paulo                | São Paulo           |
| Edinho Araújo              | PMDB    | 100.195   | 0,47%      | Santa Fé do Sul          | São Paulo           |
| Marcelo Aguiar             | PSC     | 98.842    | 0,46%      | São Paulo                | São Paulo           |
| Guilherme Mussi            | PV      | 98.702    | 0,46%      | Curitiba                 | Paraná              |
| Otoniel Lima               | PRB     | 95.971    | 0,45%      | São Paulo                | São Paulo           |
| Protógenes Queiroz         | PCdoB   | 94.906    | 0,45%      | Salvador                 | Bahia               |
| Ricardo Izar               | PV      | 87.347    | 0,41%      | São Paulo                | São Paulo           |
| Aline Corrêa               | PP      | 78.317    | 0,37%      | Recife                   | Pernambuco          |
| José Luiz Penna            | PV      | 78.301    | 0,37%      | Natal                    | Rio Grande do Norte |
| Abelardo Camarinha         | PSB     | 71.637    | 0,34%      | Santa Cruz do Rio Pardo  | São Paulo           |
| Roberto de Lucena          | PV      | 70.611    | 0,33%      | Santa Isabel             | São Paulo           |
| João Dado                  | PDT     | 70.486    | 0,33%      | São José do Rio Preto    | São Paulo           |
| Beto Mansur                | PP      | 65.397    | 0,31%      | São Vicente              | São Paulo           |
| Roberto Santiago           | PV      | 60.180    | 0,28%      | São Paulo                | São Paulo           |
| Salvador Zimbaldi          | PDT     | 42.743    | 0,20%      | Campinas                 | São Paulo           |

## Deputados estaduais eleitos

Composição da Assembleia Legislativa de São Paulo eleita em 2010:
PT: 24 assentos
PSDB: 22 assentos
PV: 9 assentos
DEM: 8 assentos
PMDB: 5 assentos
PTB: 4 assentos
PDT: 4 assentos
PSC: 4 assentos
PPS: 4 assentos
PSB: 3 assentos
PRB: 2 assentos
PCdoB: 2 assentos
Outros: 3 assentos

Foram escolhidos 94 deputados estaduais para a Assembleia Legislativa de São Paulo.
| Deputados estaduais eleitos | Partido | Votação | Percentual | Cidade onde nasceu    | Unidade federativa |
| Bruno Covas                 | PSDB    | 239.150 | 1,13%      | São Paulo             | São Paulo          |
| Paulo Alexandre Barbosa     | PSDB    | 215.061 | 1,01%      | Santos                | São Paulo          |
| Fernando Capez              | PSDB    | 214.592 | 1,01%      | São Paulo             | São Paulo          |
| Campos Machado              | PTB     | 214.519 | 1,01%      | Cerqueira César       | São Paulo          |
| Pedro Tobias                | PSDB    | 198.379 | 0,93%      | Bekarzla              | Líbano             |
| Edinho Silva                | PT      | 184.397 | 0,87%      | Pitangui              | São Paulo          |
| Barros Munhoz               | PSDB    | 183.859 | 0,87%      | São Paulo             | São Paulo          |
| Baleia Rossi                | PMDB    | 178.787 | 0,83%      | São Paulo             | São Paulo          |
| Rui Falcão                  | PT      | 174.691 | 0,82%      | Pitangui              | São Paulo          |
| Enio Tatto                  | PT      | 161.170 | 0,76%      | Frederico Westphalen  | Rio Grande do Sul  |
| Rita Passos                 | PV      | 154.351 | 0,73%      | Indaiatuba            | São Paulo          |
| Alencar Santana             | PT      | 154.272 | 0,73%      | São Paulo             | São Paulo          |
| Gil Arantes                 | DEM     | 145.128 | 0,68%      | Barueri               | São Paulo          |
| Orlando Morando             | PSDB    | 138.630 | 0,65%      | São Bernardo do Campo | São Paulo          |
| Feliciano Filho             | PV      | 137.573 | 0,65%      | Campinas              | São Paulo          |
| André Soares                | DEM     | 136.919 | 0,64%      | Rio de Janeiro        | Rio de Janeiro     |
| Major Olímpio               | PDT     | 135.409 | 0,64%      | Presidente Venceslau  | São Paulo          |
| Geraldo Cruz                | PT      | 131.206 | 0,62%      | Olho d'Água           | Paraíba            |
| Samuel Moreira              | PSDB    | 130.865 | 0,62%      | Governador Valadares  | Minas Gerais       |
| Carlos Grana                | PT      | 126.973 | 0,60%      | São Bernardo do Campo | São Paulo          |
| Analice Fernandes           | PSDB    | 125.116 | 0,59%      | Jales                 | São Paulo          |
| Rodrigo Moraes              | PSC     | 124.278 | 0,59%      | Itu                   | São Paulo          |
| Celino Cardoso              | PSDB    | 123.667 | 0,58%      | Terra Rica            | Paraná             |
| Mauro Bragato               | PSDB    | 123.283 | 0,58%      | Promissão             | São Paulo          |
| Simão Pedro                 | PT      | 118.453 | 0,56%      | Tapira                | Paraná             |
| Ana Perugini                | PT      | 115.342 | 0,54%      | Cariacica             | Espírito Santo     |
| Alex Manente                | PPS     | 114.714 | 0,54%      | São Bernardo do Campo | São Paulo          |
| João Paulo Rillo            | PT      | 111.822 | 0,53%      | São José do Rio Preto | São Paulo          |
| João Antonio                | PT      | 110.684 | 0,52%      | São João do Paraíso   | Minas Gerais       |
| Carlos Bezerra Júnior       | PSDB    | 107.837 | 0,51%      | São Paulo             | São Paulo          |
| Roberto Morais              | PPS     | 107.145 | 0,50%      | Charqueada            | São Paulo          |
| Milton Leite Filho          | DEM     | 106.538 | 0,50%      | São Paulo             | São Paulo          |
| Donisete Braga              | PT      | 105.436 | 0,50%      | Flora Rica            | São Paulo          |
| Luiz Moura                  | PT      | 104.705 | 0,49%      | Batalha               | Alagoas            |
| Luiz Carlos Gondim          | PPS     | 104.663 | 0,49%      | Fortaleza             | Ceará              |
| Edmir Chedid                | DEM     | 104.602 | 0,49%      | Campinas              | São Paulo          |
| Estevam Galvão              | DEM     | 101.883 | 0,48%      | Garça                 | São Paulo          |
| Carlos Giannazi             | PSOL    | 100.808 | 0,47%      | São Paulo             | São Paulo          |
| Isac Reis                   | PT      | 100.638 | 0,47%      | Poços de Caldas       | Minas Gerais       |
| Rafael Silva                | PDT     | 97.183  | 0,46%      | Jardinópolis          | São Paulo          |
| Vinícius Camarinha          | PSB     | 97.028  | 0,46%      | Marília               | São Paulo          |
| Gilmaci Santos              | PRB     | 96.976  | 0,46%      | Dourados              | Mato Grosso do Sul |
| Luiz Cláudio Marcolino      | PT      | 96.594  | 0,46%      | Nova Iguaçu           | Rio de Janeiro     |
| Roberto Engler              | PSDB    | 95.279  | 0,45%      | São Paulo             | São Paulo          |
| Jorge Luis Caruso           | PMDB    | 94.894  | 0,45%      | São Paulo             | São Paulo          |
| Antonio Mentor              | PT      | 94.174  | 0,44%      | São Paulo             | São Paulo          |
| Célia Leão                  | PSDB    | 93.318  | 0,44%      | São Paulo             | São Paulo          |
| Edson Giriboni              | PV      | 93.123  | 0,44%      | Itapetininga          | São Paulo          |
| Vanessa Damo                | PMDB    | 93.122  | 0,44%      | Mauá                  | São Paulo          |
| Celso Giglio                | PSDB    | 91.289  | 0,43%      | Campinas              | São Paulo          |
| Dilmo dos Santos            | PV      | 90.909  | 0,43%      | Angra dos Reis        | Rio de Janeiro     |
| Edson Ferrarini             | PTB     | 90.466  | 0,43%      | São Paulo             | São Paulo          |
| Telma de Souza              | PT      | 90.361  | 0,43%      | Santos                | São Paulo          |
| Gerson Bittencourt          | PT      | 89.920  | 0,42%      | União da Vitória      | Paraná             |
| José Afonso Lobato          | PV      | 87.674  | 0,41%      | Redenção da Serra     | São Paulo          |
| Rogério Nogueira            | PDT     | 86.985  | 0,41%      | Indaiatuba            | São Paulo          |
| Aldo Demarchi               | DEM     | 86.672  | 0,41%      | Rio Claro             | São Paulo          |
| André do Prado              | PR      | 86.346  | 0,41%      | Guararema             | São Paulo          |
| Leci Brandão                | PCdoB   | 86.298  | 0,41%      | Rio de Janeiro        | Rio de Janeiro     |
| Marcos Zerbini              | PSDB    | 85.678  | 0,40%      | São Paulo             | São Paulo          |
| Roque Barbiere              | PTB     | 84.012  | 0,40%      | Coroados              | São Paulo          |
| Jooji Hato                  | PMDB    | 83.855  | 0,40%      | São Paulo             | São Paulo          |
| Roberto Massafera           | PSDB    | 81.380  | 0,38%      | Araraquara            | São Paulo          |
| Hamilton Pereira            | PT      | 80.963  | 0,38%      | Sorocaba              | São Paulo          |
| Heroilma Tavares            | PTB     | 80.819  | 0,38%      | Ubatã                 | Bahia              |
| Ana do Carmo                | PT      | 80.452  | 0,38%      | São Paulo             | São Paulo          |
| Marcos Martins              | PT      | 80.131  | 0,38%      | Mandaguari            | Paraná             |
| Itamar Borges               | PMDB    | 79.195  | 0,37%      | Santa Fé do Sul       | São Paulo          |
| Reinaldo Alguz              | PV      | 78.964  | 0,37%      | Tupã                  | São Paulo          |
| Hélio Nishimoto             | PSDB    | 78.906  | 0,37%      | Presidente Prudente   | São Paulo          |
| Adriano Diogo               | PT      | 77.924  | 0,37%      | São Paulo             | São Paulo          |
| Gilson de Souza             | DEM     | 77.664  | 0,37%      | Delfinópolis          | Minas Gerais       |
| Ary Fossen                  | PSDB    | 76.406  | 0,36%      | Jundiaí               | São Paulo          |
| Sebastião Santos            | PRB     | 73.805  | 0,35%      | Santo André           | São Paulo          |
| Milton Vieira               | DEM     | 71.523  | 0,34%      | Iepê                  | São Paulo          |
| José Zico Prado             | PT      | 71.502  | 0,34%      | Macaubal              | São Paulo          |
| Carlão Pignatari            | PSDB    | 70.337  | 0,33%      | Votuporanga           | São Paulo          |
| Marco Aurélio de Souza      | PT      | 69.485  | 0,33%      | Jacareí               | São Paulo          |
| Chico Sardelli              | PV      | 68.721  | 0,32%      | Americana             | São Paulo          |
| Davi Zaia                   | PPS     | 68.658  | 0,32%      | Cordeirópolis         | São Paulo          |
| José Cândido                | PT      | 68.202  | 0,32%      | Sabino                | São Paulo          |
| Maria Lúcia Amary           | PSDB    | 67.804  | 0,32%      | São Paulo             | São Paulo          |
| Pedro Bigardi               | PCdoB   | 67.758  | 0,32%      | Jundiaí               | São Paulo          |
| Carlos Cezar                | PSC     | 67.189  | 0,32%      | Maria Helena          | Paraná             |
| Cauê Macris                 | PSDB    | 66.412  | 0,31%      | Americana             | São Paulo          |
| Adilson Rossi               | PSC     | 64.646  | 0,30%      | Itatiba               | São Paulo          |
| Welson Gasparini            | PSDB    | 62.679  | 0,30%      | Batatais              | São Paulo          |
| José Bittencourt            | PDT     | 58.954  | 0,28%      | Tobias Barreto        | Sergipe            |
| Ed Thomas                   | PSB     | 57.853  | 0,27%      | Santo Anastácio       | São Paulo          |
| Antônio Salim Curiati       | PP      | 57.727  | 0,27%      | Avaré                 | São Paulo          |
| Marcos Neves                | PSC     | 54.759  | 0,26%      | São Paulo             | São Paulo          |
| Roberto Tricoli             | PV      | 47.713  | 0,23%      | Atibaia               | São Paulo          |
| Ulysses Tassinari           | PV      | 41.623  | 0,20%      | Itapeva               | São Paulo          |
| Orlando Bolçone             | PSB     | 31.274  | 0,15%      | Palestina             | São Paulo          |